# Anopinella rigidana
Anopinella rigidana là một loài bướm đêm thuộc họ Tortricidae. Loài này có ở Costa Rica.
Chiều dài cánh trước khoảng 10.2 mm.